# 七久保站
七久保站（日语：／ Nanakubo eki */?）是位於日本長野縣上伊那郡飯島町七久保的東海旅客鐵道（JR東海）飯田線車站。

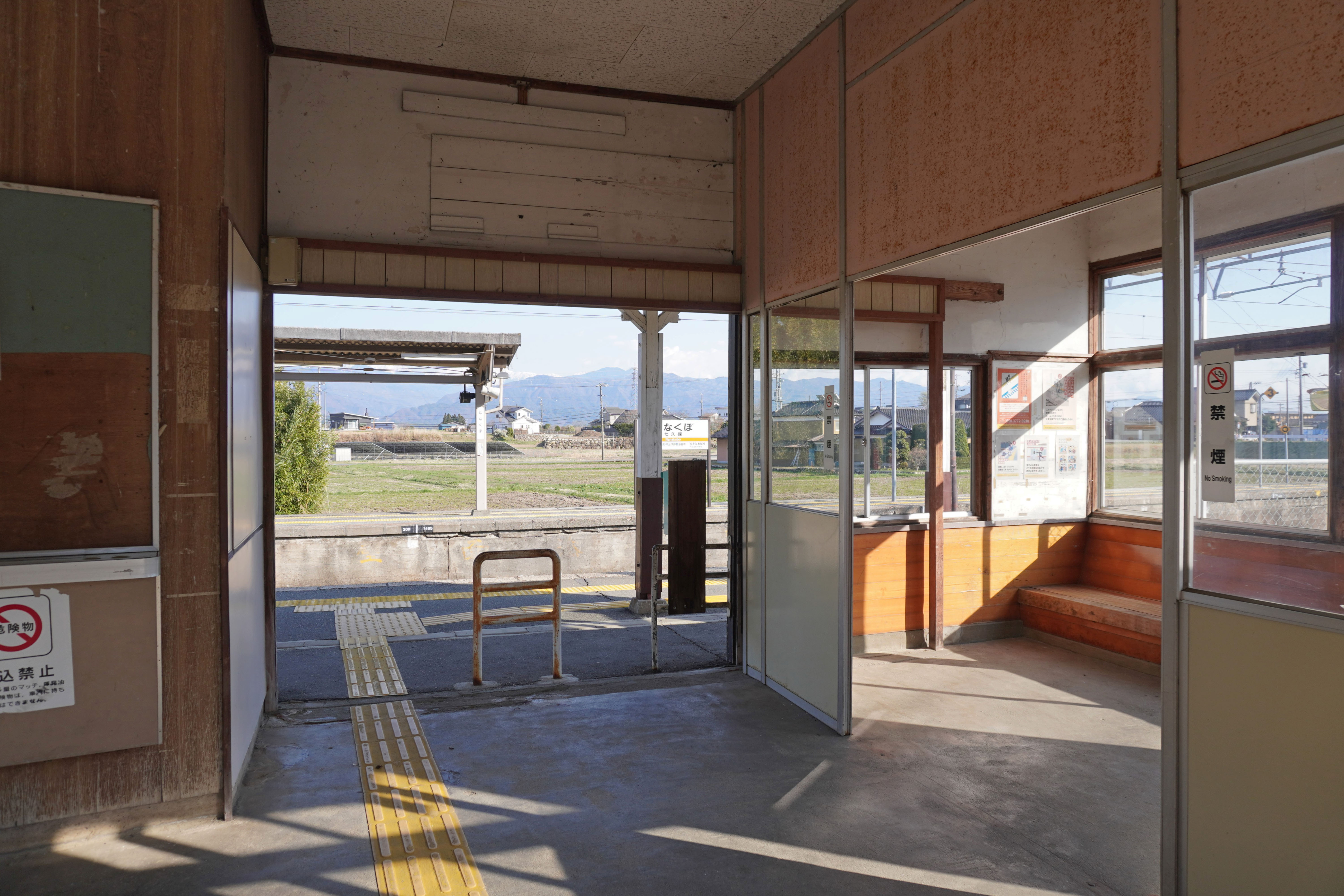
車站內部(2023年4月)

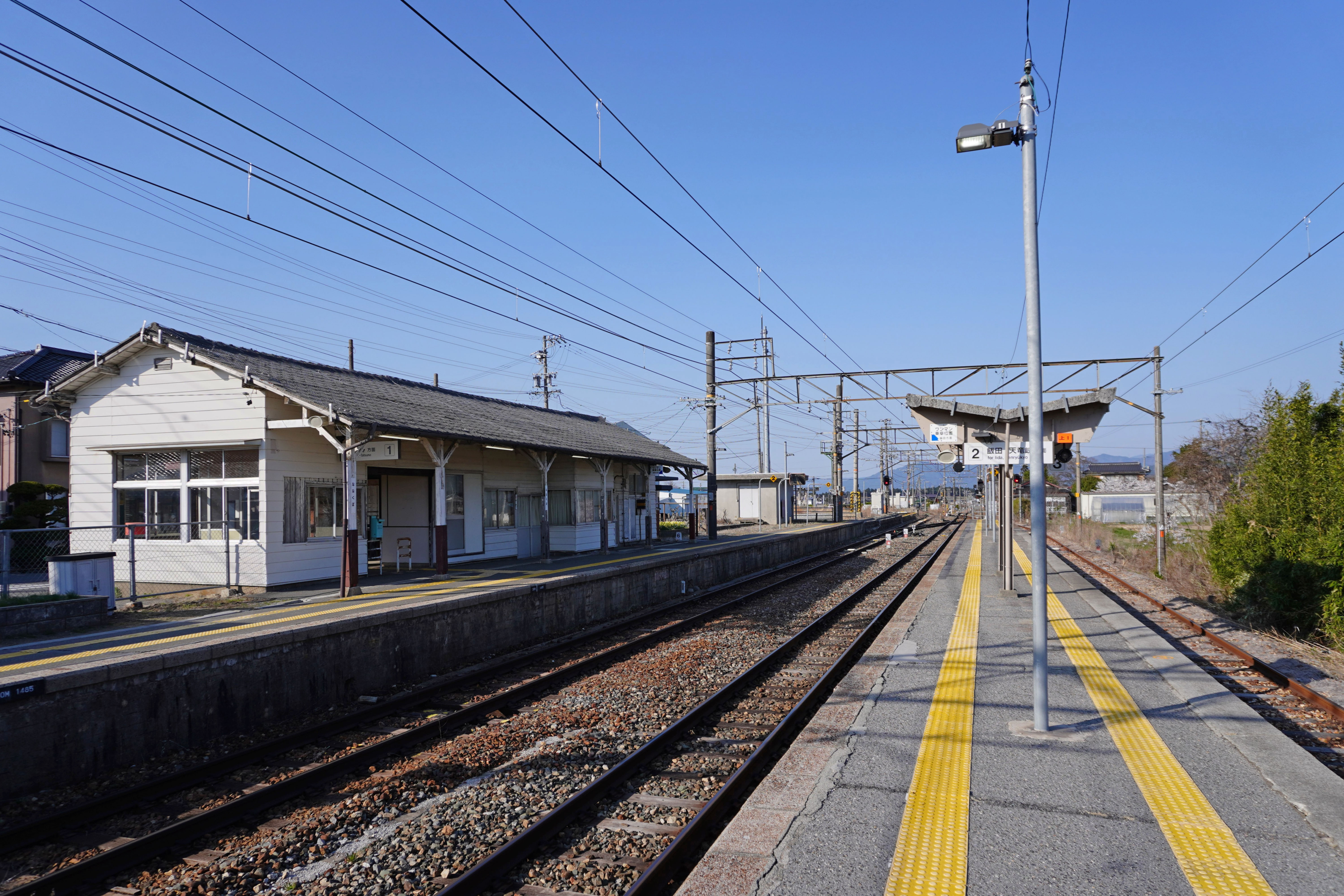
月台(2023年4月)

## 車站構造

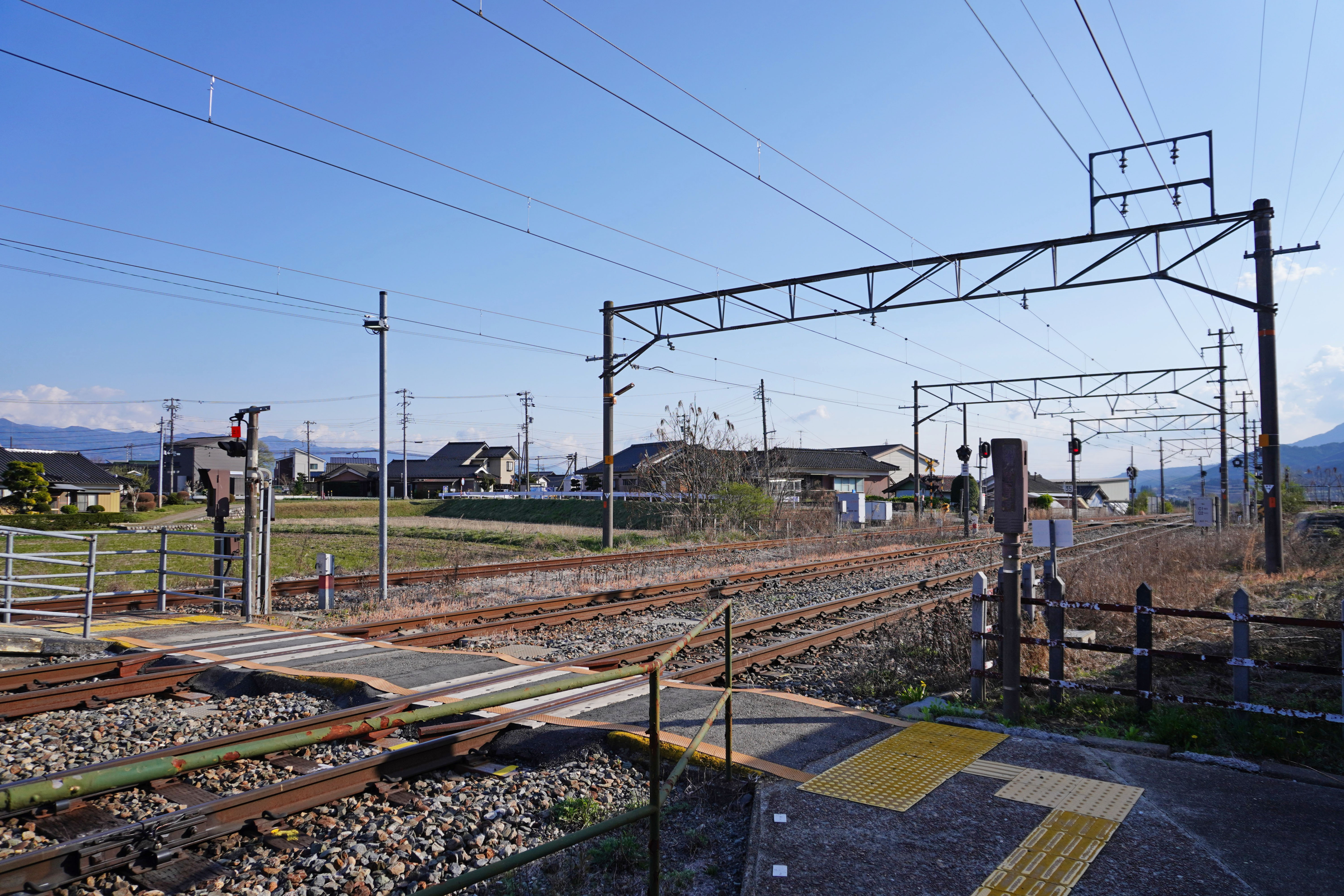
平交道(2023年4月)

- 一個單式月台，1面1線，和一個島式月台，1面2線，可以列車交會。
- 地面車站。
- 由伊那市站管理的無人站。
- 在高遠原站方向的月台端有平交道
- 下行線（1號月台）設有站舍。

### 月台配置
| 月台 | 路線         | 方向         | 目的地           |
| ---- | ------------ | ------------ | ---------------- |
| 1    | 飯田線       | 下行         | 辰野方向         |
| 2    | 飯田線       | 上行         | 飯田、天龍峽方向 |
| 3    | （預留月台） | （預留月台） | （預留月台）     |

## 車站周邊
- 七久保郵局
- 縣立公園 千人塚

## 历史
- 1918年（大正7年）7月23日 - 伊那電車軌道（1919年改名為伊那電氣鐵道）飯島站至七久保站延伸段啟用。新設七久保站終點站。
- 1918年（大正7年）12月12日 - 伊那電車軌道線七久保站至高遠原停車站（現在的高遠原站）延伸段啟用，本站成為中途站。
- 1943年（昭和18年）8月1日 - 伊那電氣鐵道線國有化，成為國鐵飯田線車站。
- 1971年（昭和46年）12月1日 - 行李與貨物起卸服務停止，除了專用線外。
- 1987年（昭和62年）4月1日 - 因國鐵分割民營化，本站成為東海旅客鐵道的車站。
- 1994年（平成6年）3月31日 - 成為無人站。
- 1996年（平成9年）3月16日 - 專用線的貨物列車班次停運。
- 2002年（平成14年）4月1日 - 所有貨物起卸服務停止。

## 相鄰車站
東海旅客鐵道
 飯田線
■快速「水篶」
上片桐－七久保－（只限上行停靠伊那本鄉站）－飯島
■普通
高遠原－七久保－伊那本鄉